# Charles C. Coleman
Charles Clifford „Buddy“ Coleman, Jr. (* 29. Dezember 1900 in Michigan; † 25. Mai 1972 in Sherman Oaks, Los Angeles) war ein US-amerikanischer Filmregisseur und Regieassistent.

## Leben
Coleman kam als Sohn von Charles Cowan Coleman (1871–1943) und Rose Elizabeth Park (1863–1957) in Michigan zur Welt und hatte eine ältere Schwester, Grace Owen Coleman. Er war ab 1927 als Regieassistent in Hollywood tätig. 1928 wurde er bei Columbia Pictures fest angestellt, wo er bis 1937 mehrmals mit Regisseur Frank Capra zusammenarbeitete. Für dessen Film In den Fesseln von Shangri-La erhielt Coleman 1938 eine Oscar-Nominierung in der ehemaligen Kategorie Beste Regieassistenz. Von 1934 bis 1939 inszenierte Coleman als Regisseur für Columbia eine Reihe von B-Filmen, darunter auch vier Kriminalfilme mit der noch jungen Rita Hayworth. 1941 wechselte er zu Paramount Pictures, wo er bis 1964 häufig Billy Wilder assistierte. 
Coleman war ab 1929 mit Alyce Adelaide Gay (1900–1979) verheiratet. Aus der Ehe ging der Sohn Clifford Anson Coleman (* 1934) hervor. Charles C. Colemans Grab befindet sich auf dem Inglewood Park Cemetery.

## Filmografie
Regieassistenz
- 1928: The Power of the Press – Regie: Frank Capra
- 1928: Submarine – Regie: Frank Capra
- 1929: Flieger (Flight) – Regie: Frank Capra
- 1931: Vor Blondinen wird gewarnt (Platinum Blonde) – Regie: Frank Capra
- 1932: Der Tag, an dem die Bank gestürmt wurde (American Madness) – Regie: Frank Capra
- 1933: The Bitter Tea of General Yen – Regie: Frank Capra
- 1933: Lady für einen Tag (Lady for a Day) – Regie: Frank Capra
- 1934: Es geschah in einer Nacht (It Happened One Night) – Regie: Frank Capra
- 1934: Napoleon vom Broadway (Twentieth Century) – Regie: Howard Hawks
- 1935: Leise kommt das Glück zu Dir (Let’s Live Tonight) – Regie: Victor Schertzinger
- 1935: Party Wire – Regie: Erle C. Kenton
- 1936: Mr. Deeds geht in die Stadt (Mr. Deeds Goes to Town) – Regie: Frank Capra
- 1937: In den Fesseln von Shangri-La (Lost Horizon) – Regie: Frank Capra
- 1940: The Lady in Question – Regie: Charles Vidor
- 1941: Louisiana Purchase – Regie: Irving Cummings
- 1942: Musik, Musik (Holiday Inn) – Regie: Mark Sandrich
- 1942: Der Major und das Mädchen (The Major and the Minor) – Regie: Billy Wilder
- 1943: Fünf Gräber bis Kairo (Five Graves to Cairo) – Regie: Billy Wilder
- 1944: Der unheimliche Gast (The Uninvited) – Regie: Lewis Allen
- 1944: Frau ohne Gewissen (Double Indemnity) – Regie: Billy Wilder
- 1944: Here Come the Waves – Regie: Mark Sandrich
- 1945: Das verlorene Wochenende (The Lost Weekend) – Regie: Billy Wilder
- 1946: Der Weg nach Utopia (Road to Utopia) – Regie: Hal Walker
- 1946: Die blaue Dahlie (The Blue Dahlia) – Regie: George Marshall
- 1946: Blau ist der Himmel (Blue Skies) – Regie: Stuart Heisler
- 1947: Pauline, laß das Küssen sein (The Perils of Pauline) – Regie: George Marshall
- 1948: Ich küsse Ihre Hand, Madame (The Emperor Waltz) – Regie: Billy Wilder
- 1948: Eine auswärtige Affäre (A Foreign Affair) – Regie: Billy Wilder
- 1949: Die Erbin (The Heiress) – Regie: William Wyler
- 1950: Boulevard der Dämmerung (Sunset Blvd.) – Regie: Billy Wilder
- 1951: Ein Platz an der Sonne (A Place in the Sun) – Regie: George Stevens
- 1951: Reporter des Satans (Ace in the Hole) – Regie: Billy Wilder
- 1951: Polizeirevier 21 (Detective Story) – Regie: William Wyler
- 1952: Seemann paß auf (Sailor Beware) – Regie: Hal Walker
- 1953: Starr vor Angst (Scared Stiff ) – Regie: George Marshall
- 1953: Stalag 17 – Regie: Billy Wilder
- 1954: Sabrina – Regie: Billy Wilder
- 1955: An einem Tag wie jeder andere (The Desperate Hours) – Regie: William Wyler
- 1955: Maler und Mädchen (Artists and Models) – Regie: Frank Tashlin
- 1956: Der Regenmacher (The Rainmaker) – Regie: Joseph Anthony
- 1957: Lindbergh – Mein Flug über den Ozean (The Spirit of St. Louis) – Regie: Billy Wilder
- 1957: Gold aus heißer Kehle (Loving You) – Regie: Hal Kanter
- 1957: Schicksalsmelodie (The Joker Is Wild) – Regie: Charles Vidor
- 1957: Der Regimentstrottel (The Sad Sack) – Regie: George Marshall
- 1958: Vertigo – Aus dem Reich der Toten (Vertigo) – Regie: Alfred Hitchcock
- 1958: König der Freibeuter (The Buccaneer) – Regie: Anthony Quinn
- 1959: Der Henker (The Hangman) – Regie: Michael Curtiz
- 1960: Aschenblödel (Cinderfella) – Regie: Frank Tashlin
- 1963: Der Wildeste unter Tausend (Hud) – Regie: Martin Ritt
- 1964: Küss mich, Dummkopf (Kiss Me, Stupid) – Regie: Billy Wilder

Regie
- 1937: Criminals of the Air
- 1937: Paid to Dance
- 1937: The Shadow
- 1938: Homicide Bureau
- 1947: Rauhe Ernte (Wild Harvest) (Second Unit)
- 1950: Das Brandmal (Branded) (Second Unit)

## Auszeichnungen
- 1938: Oscar-Nominierung in der Kategorie Beste Regieassistenz für In den Fesseln von Shangri-La
- 1952: DGA Award für Ein Platz an der Sonne zusammen mit George Stevens